# Callulops
Genre
Synonymes
- Gnathophryne Méhely, 1901
- Pomatops Barbour, 1910

Callulops est un genre  d'amphibiens de la famille des Microhylidae.

## Répartition
Les 24 espèces de ce genre se rencontrent en Nouvelle-Guinée et dans les Moluques.

## Liste des espèces
Selon Amphibian Species of the World (22 mars 2020) :
- Callulops argus Kraus, 2019
- Callulops biakensis Günther, Stelbrink & von Rintelen, 2012
- Callulops bicolor Kraus, 2019
- Callulops boettgeri (Méhely, 1901)
- Callulops comptus (Zweifel, 1972)
- Callulops doriae Boulenger, 1888
- Callulops dubius (Boettger, 1895)
- Callulops eremnosphax Kraus & Allison, 2009
- Callulops fojaensis Oliver, Richards & Tjaturadi, 2012
- Callulops fuscus (Peters, 1867)
- Callulops glandulosus (Zweifel, 1972)
- Callulops humicola (Zweifel, 1972)
- Callulops kampeni (Boulenger, 1914)
- Callulops kopsteini (Mertens, 1930)
- Callulops marmoratus Kraus & Allison, 2003
- Callulops mediodiscus Oliver, Richards & Tjaturadi, 2012
- Callulops microtis (Werner, 1901)
- Callulops neuhaussi (Vogt, 1911)
- Callulops omnistriatus Kraus & Allison, 2009
- Callulops personatus (Zweifel, 1972)
- Callulops robustus (Boulenger, 1898)
- Callulops sagittatus Richards, Burton, Cunningham & Dennis, 1995
- Callulops stellatus Kraus, 2019
- Callulops stictogaster (Zweifel, 1972)
- Callulops taxispilotus Kraus, 2019
- Callulops valvifer (Barbour, 1910)
- Callulops wilhelmanus (Loveridge, 1948)
- Callulops wondiwoiensis Günther, Stelbrink & von Rintelen, 2012
- Callulops yapenensis Günther, Stelbrink & von Rintelen, 2012

## Publications originales
- Barbour, 1910 : A new genus of Amphibia Salientia from Dutch New Guinea. Proceedings of the Biological Society of Washington, vol. 23, p. 89-90 (texte intégral).
- Boulenger, 1888 : Descriptions of new Reptiles and Batrachians obtained by Mr. H. O. Forbes in New Guinea. Annals and Magazine of Natural History, sér. 6, vol. 1, no 6, p. 343-346 (texte intégral).
- Méhelÿ, 1901 : Beiträge zur Kenntnis der Engystomatiden von Neu-Guinea. Természetrajzi Füzetek, vol. 24, p. 169–271.